# Berceuse de Bagdad
Pistes de Les Chemins du vent
La Cathédrale de papier Qu'est-ce que j'oublie
Berceuse de Bagdad est une chanson d'Anne Sylvestre parue en 2003 dans l'album Les Chemins du vent.

## Historique
La chanson sort en 2003, l'année du début de la guerre d'Irak. Anne Sylvestre entend parler des femmes irakiennes enceintes qui accouchent avant terme par césarienne avant les bombardements du 20 mars,.
C'est l'une des rares fois qu'Anne Sylvestre s'inspire directement de l'actualité :

« ça m’est arrivé sur une impulsion, Un bateau mais demain, fruit d’une colère après la marée noire de l’Amoco, ou Berceuse de Bagdad, parce qu’une information m’était allée droit au cœur… »

## Thématique
Berceuse pour Bagdad est une chanson grave. Une mère demande pardon à son enfant de l'avoir fait naître prématurément. 
Elle regrette de ne pouvoir lui offrir qu'un monde en guerre : « Tu bois la peur avec mon lait ».

## Réception
La chanson est saluée pour sa capacité à aborder l'actualité. « Ne cessant d’inventer et d’éviter toute répétition, aux prises avec l’actualité comme dans sa Berceuse de Bagdad en 2003. »